# Barrio de Tequisquiapan
El Barrio de Tequisquiapan es uno de los ocho barrios originarios de la ciudad de San Luis Potosí. El día del barrio es el 15 de septiembre, festividad del Nuestra Señora de los Dolores. La celebración se lleva a cabo con las mañanitas a las siete de la mañana en la parroquia después seguida por la primera misa del día. En la tarde se celebra la eucaristía. En la noche comienza la kermés con antojitos, comida, juegos mecánicos y la presencia de fuegos artificiales.

## Historia
En jardín de Tequisquiapan fue el centro de la población guachichil antes de la llegada de los españoles y los tlaxcaltecas en 1597, cuando se fundó el pueblo de Tequisquiapan. Al final del siglo XVI el barrio era caracterizado por ser una zona fértil llena de agua. Fue un centro importante para las hortalizas. Se convirtió en una zona de recreación y descanso visitada por la gente que vivía en las quintas cercanas. La mayor parte de estas casonas porfirianas están destruidas, con la notable excepción del Museo Francisco Cossío. Fue considerado uno de los barrios más finos de la capital potosina. En 1891 un grupo de arquitectos incluyendo al futuro gobernador Blas Escontría y Bustamante fueron encargados para mejorar tres plazas de la ciudad, incluyendo el de Tequisquiapan. En 1902 se erigió un monumento a José María Morelos en la esquina suroriente del jardín, en la actual Avenida Venustiano Carranza y calle Mariano Ávila. Desde entonces se llamó el jardín Morelos, aunque fue retirado el monumento en los años 1920. El 10 de mayo de 1948 se erigió el monumento a la Madre que se ubica en el centro del jardín. Fue traída desde Italia y fabricada con cantera y mármol blanco por los hermanos Biaggi. Hoy en día en el jardín se pueden comprar varios antojitos como algodón de azúcar, camotes, tacos y elotes.

## Parroquia de Nuestra Señora de los Remedios
La parroquia de Nuestra Señora de los Remedios es un icono del jardín de Tequisquiapan. Después de la erección del pueblo de Tequisquiapan la Orden Franciscana erigió una ermita dedicada a Santa Ana para la evangelización de la población guachichil. La capilla se encontraba al sur de la actual iglesia, sobre la Avenida Venustiano Carranza. En 1819 se decidió reemplazar la antigua ermita con una nueva iglesia dedicada a Nuestra Señora de los Dolores. La construcción de la iglesia duró casi una década. A causa de la Revolución mexicana Eulalio Gutiérrez Ortiz arribó a la capital potosina para tomar su cargo como gobernador. Ya en el cargo este ordenó la demolición de la iglesia para continuar la Avenida Venustiano Carranza que al llegar a la parte posterior de la iglesia se convertía en un callejón. Por 35 años los vecinos del barrio celebraban sus rituales religiosos cerca del jardín. El doctor Juan H. Sánchez le exige al ayuntamiento en octubre de 1921 la construcción de un nuevo templo. En 1946 fue aprobada la construcción del templo y se puso la primera piedra. El arquitecto Enrique del Moral fue encargado de diseñar el templo con una planta de cruz latina, una torre, una cúpula, una bóveda y una fachada sencilla.